# Curling under vinter-OL 2022 – Damer
Damernes curlingturnering under Vinter-OL 2022 bliver afholdt i Beijing National Aquatics Centre 10.-19. februar 2022. Ti nationer vil konkurrere i en round robin indledende runde, og de fire bedste nationer ved afslutningen af round robin vil kvalificere sig til medaljerunden.

## Programoversigt
| RR | Round robin | SF | Semifinaler | B | 3. plads play-off | F | Finale |

| Tors 10 | Fre 11 | Lør 12 | Søn 13 | Man 14 | Tirs 15 | Ons 16 | Tirs 17 | Tirs 17 | Fre 18 | Lør 19 | Søn 20 |
| ------- | ------ | ------ | ------ | ------ | ------- | ------ | ------- | ------- | ------ | ------ | ------ |
| RR      | RR     | RR     | RR     | RR     | RR      | RR     | RR      | RR      | SF     | B      | F      |

## Hold
Nedenstående hold kvalificerede sig til OL-curlingturneringen for damer og stiller med følgende hold:
| Canada | Kina                                                                                                  | Danmark | Storbritannien | Japan |
| --- | --- | --- | --- | --- |
| Skip: Jennifer Jones Third: Kaitlyn Lawes Second: Jocelyn Peterman Lead: Dawn McEwen Reserve: Lisa Weagle                | Skip: Han Yu Third: Wang Rui Second: Dong Ziqi Lead: Zhang Lijun Reserve: Jiang Xindi                 | Skip: Madeleine Dupont Third: Mathilde Halse Second: Denise Dupont Lead: My Larsen Reserve: Jasmin Lander        | Skip: Eve Muirhead Third: Vicky Wright Second: Jennifer Dodds Lead: Hailey Duff Reserve: Mili Smith                    | Skip: Satsuki Fujisawa Third: Chinami Yoshida Second: Yumi Suzuki Lead: Yurika Yoshida Reserve: Kotomi Ishizaki |
| Ruslands Olympiske Komité                                                                                                | Sydkorea                                                                                              | Sverige | Schweiz | USA |
| Skip: Alina Kovaljova Third: Julija Portunova Second: Galina Arsenkina Lead: Jekaterina Kusmina Reserve: Marija Komarova | Skip: Kim Eun-jung Third: Kim Kyeong-ae Second: Kim Cho-hi Lead: Kim Seon-yeong Reserve: Kim Yeong-mi | Skip: Anna Hasselborg Third: Sara McManus Second: Agnes Knochenhauer Lead: Sofia Mabergs Reserve: Johanna Heldin | Fourth: Alina Pätz Skip: Silvana Tirinzoni Second: Esther Neuenschwander Lead: Melanie Barbezat Reserve: Carole Howald | Skip: Tabitha Peterson Third: Nina Roth Second: Becca Hamilton Lead: Tara Peterson Reserve: Aileen Geving       |

## Indledende runder
Alle tider angivet i det efterfølgende er lokale tider i Kina (UTC+7).
| Position | Nationer                  | Canada | Kina | Danmark | Storbritannien | Japan |      | Sydkorea | Sverige | Schweiz | USA  | Resultat |
| -------- | ------------------------- | ------ | ---- | ------- | -------------- | ----- | ---- | -------- | ------- | ------- | ---- | -------- |
| 5        | Canada                    | —      | 9–11 | 10–4    | 7–3            | 5–8   | 12–7 | 11–5     | 4–8     | 6–7     | 7–6  | 5–4      |
| 7        | Kina                      | 11–9   | —    | 6–7     | 8–4            | 2–10  | 6–5  | 5–11     | 5–7     | 9–6     | 4–8  | 4–5      |
| 9        | Danmark                   | 4–10   | 7–6  | —       | 2–7            | 7–8   | 7–8  | 10–5     | 5–8     | 3–9     | 5–7  | 2–7      |
| 3        | Storbritannien            | 3–7    | 4–8  | 7–2     | —              | 10–4  | 7–9  | 9–4      | 5–6     | 8–2     | 10–5 | 5–4      |
| 4        | Japan                     | 8–5    | 10–2 | 8–7     | 4–10           | —     | 5–10 | 10–5     | 4–8     | 5–8     | 10–7 | 5–4      |
| 10       | Ruslands Olympiske Komité | 5–11   | 11–5 | 5–10    | 4–9            | 5–10  | —    | 5–9      | 7–8     | 5–8     | 3–9  | 1–8      |
| 8        | Sydkorea                  | 7–12   | 5–6  | 8–7     | 9–7            | 10–5  | 9–5  | —        | 4–8     | 4–8     | 6–8  | 4–5      |
| 2        | Sverige                   | 7–6    | 6–9  | 9–3     | 2–8            | 8–5   | 8–4  | 8-5      | —       | 6–5     | 10–4 | 7–2      |
| 1        | Schweiz                   | 8–4    | 7–5  | 8–5     | 6–5            | 8–4   | 8–4  | 8–7      | 5–6     | —       | 9–6  | 8–1      |
| 6        | USA                       | 6–7    | 8–4  | 7–5     | 5–10           | 7-10  | 8–6  | 9–3      | 6–9     | 4–10    | —    | 4–5      |